# Халмеу-Вій
Халмеу-Вій (рум. Halmeu-Vii) — село у повіті Сату-Маре в Румунії. Входить до складу комуни Халмеу.
Село розташоване на відстані 459 км на північний захід від Бухареста, 29 км на північний схід від Сату-Маре, 142 км на північ від Клуж-Напоки.

## Населення
За даними перепису населення 2002 року у селі проживали 24 особи.
Національний склад населення села:
| Національність | Кількість осіб | Відсоток |
| -------------- | -------------- | -------- |
| угорці         | 18             | 75,0%    |
| румуни         | 6              | 25,0%    |

Рідною мовою назвали:
| Мова      | Кількість осіб | Відсоток |
| --------- | -------------- | -------- |
| угорська  | 19             | 79,2%    |
| румунська | 5              | 20,8%    |